# مسجد معمر بن راشد (الأنبار)
مسجد معمر بن راشد من مساجد العراق القديمة، ويقع في منطقة المعلمين قرب مديرية تربية الأنبار، في قضاء الرمادي في محافظة الأنبار، وتم بناؤه في عام 1400هـ/1980م، على نفقة المتبرعين من أهل الخير والأحسان، وتبلغ مساحتهُ 300م2، ويحتوي الحرم على مصلى تبلغ مساحته 250م2، ويتسع لأكثر من 100 مصل، وتقام فيهِ الصلوات الخمس.
ومقابل الحرم فسحة طارمة، ومن ملحقات الجامع غرفة للإمام والخدم، وتعلو مبنى المسجد منارتين لمئذنتين صغيرتين.
وسمي الجامع على أسم أحد الأعلام وهو الشيخ معمر بن راشد (95 هـ - 153 هـ) وكان أحد علماء الحديث من أهل البصرة.